# Нич, Леопольд
Леопольд Нич (нем. Leopold Nitsch; 14 августа 1897, Вена — 18 января 1977, Вена), в некоторых русскоязычных источниках Леопольд Нитш — австрийский футболист, левый нападающий.

## Карьера
Леопольд Нич начал карьеру в клубе «Рапид» в 1911 году. С 1915 года он стал выступать за основной состав команды. Он выиграл с клубом шесть титулов чемпиона Австрии и три Кубка страны. Также он дошёл с командой до финала Кубка Митропы, но там «Рапид» проиграл пражской «Спарте». При этом в первом матче финала Леопольд был удалён с поля. Завершил игровую карьеру Нич в 1927 году. По другим данным в 1929 году.
В составе сборной Австрии Нич дебютировал 3 октября 1915 года в матче с Венгрией (4:2). Всего за национальную команду он сыграл 35 встреч. Последнюю игру за сборную страны Леопольд провёл 14 марта 1926 года против Чехословакии (2:0).
Тренерскую карьеру Нич начал ещё будучи игроком, возглавив сборную Болгарии на Олимпиаде 1924 года. На первенстве болгары вылетели уже после первого матча, проиграв Ирландии. В 1936 году Нич возглавил «Рапид» в качестве главного тренера. В 1945 году Леопольд покинул команду. Клуб под его руководством выиграл три чемпионата Австрии. После аншлюса австрийские клубы стали выступать в чемпионате Германии. «Рапид» под руководством Нича смог выиграть один чемпионат и один Кубок Германии. Сам тренер стал членом НСДАП. Леопольд занимал пост главного тренера клуба до 1945 года.

## Статистика

### Клубная[9][10]
| Сезон     | Клуб         | Лига         | Чемпионат | Чемпионат | Кубок | Кубок | Кубок Митропы | Кубок Митропы |
| Сезон     | Клуб         | Лига         | Игры      | Голы      | Игры  | Голы  | Игры          | Голы          |
| --------- | ------------ | ------------ | --------- | --------- | ----- | ----- | ------------- | ------------- |
| 1915      | Рапид (Вена) | Первый класс | 8         | 0         | —     | —     | —             | —             |
| 1915/1916 | Рапид (Вена) | Первый класс | 10        | 0         | —     | —     | —             | —             |
| 1916/1917 | Рапид (Вена) | Первый класс | 5         | 0         | —     | —     | —             | —             |
| 1917/1918 | Рапид (Вена) | Первый класс | 1         | 0         | —     | —     | —             | —             |
| 1918/1919 | Рапид (Вена) | Первый класс | 9         | 0         | 4     | ?     | —             | —             |
| 1919/1920 | Рапид (Вена) | Первый класс | 22        | 0         | 5     | ?     | —             | —             |
| 1920/1921 | Рапид (Вена) | Первый класс | 22        | 0         | 2     | ?     | —             | —             |
| 1921/1922 | Рапид (Вена) | Первый класс | 16        | 0         | 1     | ?     | —             | —             |
| 1922/1923 | Рапид (Вена) | Первый класс | 24        | 0         | 4     | ?     | —             | —             |
| 1923/1924 | Рапид (Вена) | Первый класс | 9         | 0         | 0     | 0     | —             | —             |
| 1924/1925 | Рапид (Вена) | Первый класс | 20        | 0         | 1     | ?     | —             | —             |
| 1925/1926 | Рапид (Вена) | Первая лига  | 23        | 0         | 1     | ?     | —             | —             |
| 1926/1927 | Рапид (Вена) | Первая лига  | 14        | 0         | 5     | ?     | —             | —             |
| 1927/1928 | Рапид (Вена) | Первая лига  | 13        | 0         | 3     | ?     | 6             | ?             |

### Международная[11]
| Матчи Леопольда Нича за сборную Австрии | Матчи Леопольда Нича за сборную Австрии | Матчи Леопольда Нича за сборную Австрии | Матчи Леопольда Нича за сборную Австрии | Матчи Леопольда Нича за сборную Австрии | Матчи Леопольда Нича за сборную Австрии | Матчи Леопольда Нича за сборную Австрии |
| --------------------------------------- | --------------------------------------- | --------------------------------------- | --------------------------------------- | --------------------------------------- | --------------------------------------- | --------------------------------------- |
| №                                       | Дата                                    | Место проведения                        | Оппонент                                | Счёт                                    | Голы                                    | Турнир                                  |
| 1                                       | 3 октября 1915                          | Вена                                    | Венгрия                                 | 2:4                                     | —                                       | Товарищеский матч                       |
| 2                                       | 7 ноября 1915                           | Будапешт                                | Венгрия                                 | 2:6                                     | —                                       | Товарищеский матч                       |
| 3                                       | 5 ноября 1915                           | Вена                                    | Венгрия                                 | 3:3                                     | —                                       | Товарищеский матч                       |
| 4                                       | 6 апреля 1919                           | Будапешт                                | Венгрия                                 | 1:2                                     | —                                       | Товарищеский матч                       |
| 5                                       | 5 октября 1919                          | Вена                                    | Венгрия                                 | 2:0                                     | —                                       | Товарищеский матч                       |
| 6                                       | 2 мая 1920                              | Вена                                    | Венгрия                                 | 2:2                                     | —                                       | Товарищеский матч                       |
| 7                                       | 26 сентября 1920                        | Вена                                    | Германия                                | 2:0                                     | —                                       | Товарищеский матч                       |
| 8                                       | 7 ноября 1920                           | Будапешт                                | Венгрия                                 | 2:1                                     | —                                       | Товарищеский матч                       |
| 9                                       | 24 апреля 1921                          | Вена                                    | Венгрия                                 | 4:1                                     | —                                       | Товарищеский матч                       |
| 10                                      | 1 мая 1921                              | Санкт-Галлен                            | Швейцария                               | 2:2                                     | —                                       | Товарищеский матч                       |
| 11                                      | 5 мая 1921                              | Дрезден                                 | Германия                                | 3:3                                     | —                                       | Товарищеский матч                       |
| 12                                      | 24 июля 1921                            | Стокгольм                               | Швеция                                  | 3:1                                     | —                                       | Товарищеский матч                       |
| 13                                      | 31 июля 1921                            | Хельсинки                               | Финляндия                               | 3:2                                     | —                                       | Товарищеский матч                       |
| 14                                      | 30 апреля 1922                          | Будапешт                                | Венгрия                                 | 1:1                                     | —                                       | Товарищеский матч                       |
| 15                                      | 11 июня 1922                            | Вена                                    | Швейцария                               | 7:1                                     | —                                       | Товарищеский матч                       |
| 16                                      | 24 сентября 1922                        | Вена                                    | Венгрия                                 | 2:2                                     | —                                       | Товарищеский матч                       |
| 17                                      | 15 апреля 1923                          | Вена                                    | Италия                                  | 0:0                                     | —                                       | Товарищеский матч                       |
| 18                                      | 6 мая 1923                              | Вена                                    | Венгрия                                 | 1:0                                     | —                                       | Товарищеский матч                       |
| 19                                      | 15 августа 1923                         | Вена                                    | Финляндия                               | 2:1                                     | —                                       | Товарищеский матч                       |
| 20                                      | 20 января 1924                          | Генуя                                   | Италия                                  | 4:0                                     | —                                       | Товарищеский матч                       |
| 21                                      | 10 февраля 1924                         | Загреб                                  | Югославия                               | 4:1                                     | —                                       | Товарищеский матч                       |
| 22                                      | 22 июня 1924                            | Вена                                    | Египет                                  | 3:1                                     | —                                       | Товарищеский матч                       |
| 23                                      | 14 сентября 1924                        | Вена                                    | Венгрия                                 | 2:1                                     | —                                       | Товарищеский матч                       |
| 24                                      | 9 ноября 1924                           | Вена                                    | Швеция                                  | 1:1                                     | —                                       | Товарищеский матч                       |
| 25                                      | 21 декабря 1924                         | Барселона                               | Испания                                 | 1:2                                     | —                                       | Товарищеский матч                       |
| 26                                      | 22 марта 1925                           | Вена                                    | Швейцария                               | 2:0                                     | —                                       | Товарищеский матч                       |
| 27                                      | 19 апреля 1925                          | Венсен                                  | Франция                                 | 4:0                                     | —                                       | Товарищеский матч                       |
| 28                                      | 5 мая 1925                              | Вена                                    | Венгрия                                 | 3:1                                     | —                                       | Товарищеский матч                       |
| 29                                      | 5 июля 1925                             | Стокгольм                               | Швеция                                  | 4:2                                     | —                                       | Товарищеский матч                       |
| 30                                      | 10 июля 1925                            | Хельсинки                               | Финляндия                               | 2:1                                     | —                                       | Товарищеский матч                       |
| 31                                      | 20 сентября 1925                        | Будапешт                                | Венгрия                                 | 1:1                                     | —                                       | Товарищеский матч                       |
| 32                                      | 27 сентября 1925                        | Вена                                    | Испания                                 | 1:0                                     | —                                       | Товарищеский матч                       |
| 33                                      | 8 ноября 1925                           | Берн                                    | Швейцария                               | 2:0                                     | —                                       | Товарищеский матч                       |
| 34                                      | 13 декабря 1925                         | Угре                                    | Бельгия                                 | 4:3                                     | —                                       | Товарищеский матч                       |
| 35                                      | 14 марта 1926                           | Вена                                    | Чехословакия                            | 2:0                                     | —                                       | Товарищеский матч                       |

## Достижения

### Как игрок
- Чемпион Австрии: 1915/16, 1916/17, 1918/19, 1919/20, 1920/21, 1922/23
- Обладатель Кубка Австрии: 1918/19, 1919/20, 1926/27

### Как тренер
- Чемпион Австрии: 1937/38, 1939/40, 1940/41
- Чемпион Германии: 1940/41
- Обладатель Кубка Германии: 1938